# DS Arena
DS Arena – stadion piłkarski w Hobro, w Danii. Został otwarty w 1958 roku. Może pomieścić 10 700 widzów. Swoje spotkania rozgrywają na nim piłkarze klubu Hobro IK.
Hobro Stadion został zainaugurowany w 1958 roku. Od początku na obiekcie swoje spotkania rozgrywali piłkarze Hobro IK. W 2011 roku, w miejscu starej, wybudowano nową trybunę główną, która pełni jednocześnie rolę budynku klubowego Hobro IK. W tym samym roku, po podpisaniu umowy sponsorskiej z DS Gruppen, zmieniono nazwę obiektu na DS Arena. W 2013 roku na stadionie oddano do użytku sztuczne oświetlenie. W roku 2015 rozbudowano trybunę główną i wybudowano nową trybunę, wzdłuż przeciwległej prostej. Likwidacji uległa wówczas także bieżnia stadionu.